# Ernst Mecklenburg

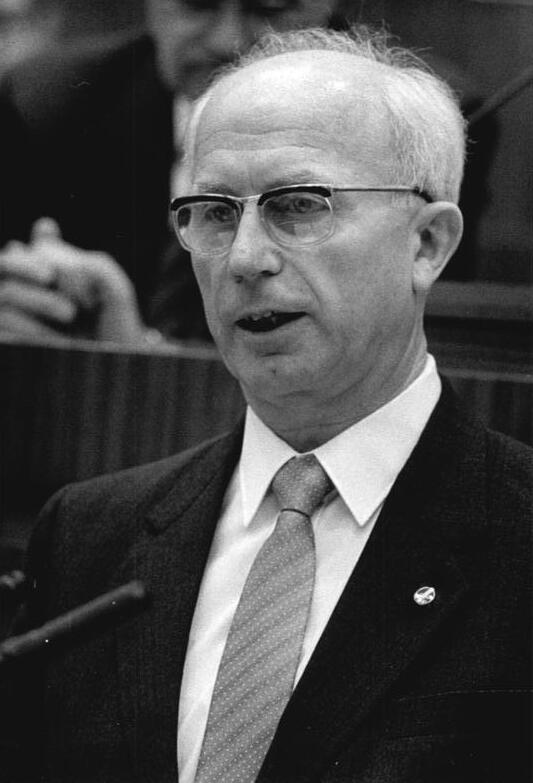
Ernst Mecklenburg

Ernst Mecklenburg (Blöcken (Oost-Pruisen), 3 juni 1927) was een Oost-Duits politicus. Hij studeerde landbouwwetenschappen en werd in 1944 lid van de NSDAP en werd in datzelfde jaar Wehrmacht-soldaat. In 1945 werd hij krijgsgevangen gemaakt. In 1947 vestigde hij zich als boer in de Sovjet-bezettingszone in Duitsland. Mecklenburg werd in 1950 lid van de Demokratische Bauernpartei Deutschlands (DBD), een satellietpartij van de communistische SED en sloot hij zich tevens aan bij de Freie Deutsche Jugend (FDJ).
Van 1950 tot 1952 was hij burgemeester van Rehna. Van 1954 tot 1963 was hij DBD-districtssecretaris van Rostock. Van 1963 tot 1990 was Mecklenburg lid van het Partijbestuur van de DBD en vanaf 1963 van het Presidium van het Partijbestuur. In 1968 promoveerde hij tot doctor in de agrarische wetenschappen aan de Universiteit van Rostock. Vanaf 1971 was hij lid van de Volkskammer en lid van de kamercommissie voor onderwijs. Van 1967 tot 1974 was hij secretaris van het Partijbestuur van de DBD en daarna vicevoorzitter van de partij. In 1982 volgde hij Ernst Goldenbaum op als voorzitter van de DBD. In 1987 trad hij terug.
- Gemeinsame Normdatei: 1129726622
- Virtual International Authority File: 2409149235090276690004
- WorldCat: E39PBJdh6JwfDv7Rv7kkM6vyh3